# Ruud van Heugten
Rudolf Antonius Cornelis (Ruud) van Heugten (Helmond, 12 september 1961) is een voormalig Nederlands politicus namens het Christen-Democratisch Appèl (CDA). Hij was van 1998 tot 2015 politiek actief achtereenvolgend als gemeenteraadslid en wethouder in Helmond, lid van de Tweede Kamer en lid van Gedeputeerde Staten van Noord-Brabant.
Ruud van Heugten studeerde logistiek aan de Vervoersacademie in Venlo. Na zijn militaire dienstplicht was hij logistiek manager bij achtereenvolgens Philips, Christian Salvesen en AVL (Afval Verwijdering Limburg) later Essent Milieu. In 1998 werd hij gekozen in de gemeenteraad van zijn woonplaats Helmond. In 2002 werd hij in deze gemeente wethouder, verantwoordelijk voor stedelijke ontwikkeling, volkshuisvesting en grondzaken.
Bij de Tweede Kamerverkiezingen 2006 werd hij verkozen. Vanaf 30 november 2006 had hij in de Tweede Kamer der Staten-Generaal zitting. Op 11 december 2009 werd hij geïnstalleerd als gedeputeerde in de provincie Noord-Brabant. In de Tweede Kamer werd hij opgevolgd door Nihat Eski. Als gedeputeerde had Van Heugten de beleidsterreinen Ruimtelijke Ontwikkeling en Volkshuisvesting als aandachtsgebied.
Door het partijbestuur van de CDA Brabant werd hij voorgedragen als lijsttrekker bij de Provinciale Statenverkiezingen 2011. Hij keerde na deze verkiezingen terug als gedeputeerde, maar nu als verantwoordelijke voor Mobiliteit en Financiën.
Bij de Provinciale Statenverkiezingen 2015 gaf hij aan niet meer beschikbaar te zijn als gedeputeerde, waarop hij in mei 2015 afscheid heeft genomen van de actieve politiek.
In december 2015 is hij benoemd als directeur van de BV Ontwikkelbedrijf Greenport Venlo. Per 1 januari 2017 werd hij tevens directeur van de BV Campus Vastgoed Greenport Venlo.

## Persoonlijk
Van Heugten heeft twee kinderen. Hij is rooms-katholiek.